# Custo Barcelona
Custo Barcelona és una empresa catalana dedicada al disseny i comercialització de roba. L'empresa fou fundada pels germans Custo i David Dalmau l'any 1996, a partir de la seva experiència amb la fabricació de samarretes de la marca pròpia Custo Line, col·laborant amb Meyba.
La seva especialitat és l'ús de l'estampat i el color en la creació de les seves col·leccions agosarades i modernes. Fabrica línies completes de roba per dona, home, França, Portugal, la Gran Bretanya, Suïssa, Romania, Grècia, Aràbia Saudita, Kuwait, Dubai, Singapur, Xina, Colòmbia, Veneçuela, Aruba, República Dominicana, Puerto Rico, i als estats dels Estats Units: Califòrnia, Nova York, Texas, Florida, Hawaii i Nevada.
Tot i que les samarretes segueixen sent el seu producte estrella, en l'actualitat Custo Barcelona ofereix una línia completa de moda.

## Biografia
Custo Dalmau (Àngel Custodi Dalmau i Salmón) (Tremp, Pallars Jussà, 1959) és un dissenyador de moda català creador de populars samarretes estampades de la marca 'Custo Barcelona' de la qual és propietari.
Nascut a Tremp, quan tenia cinc anys la seva família es va mudar al barri de Gràcia de Barcelona, on Custo va passar la seva infància i adolescència, al costat dels seus germans David, tres anys més petit que ell, i la Roser, tres anys més gran.
A deu anys fou campió de Catalunya en gimnàstica esportiva. Més tard va començar a estudiar arquitectura al campus de Bellaterra. En aquesta època universitària Custo va convèncer el seu germà perquè l'acompanyés a fer un viatge amb moto pels Estats Units, on van descobrir diferents cultures, especialment la dels surfistes del sud de Califòrnia. En tornar a Barcelona va començar a dissenyar les seves pròpies samarretes, barrejant il·lustracions. La marca va ser batejada com Custo of Barcelona. Van començar a mostrar les seves col·leccions a Londres i en altres grans capitals, i es van associar amb l'empresa tèxtil catalana Meyba perquè aquesta s'ocupés de tot el referent a la gestió mentre que ells es dedicaven al desenvolupament del producte.
Durant onze anys van col·laborar amb Meyba, fins que la manca de competitivitat, unida a la competència estrangera, procedent d'Itàlia i d'altres països, els va portar a trencar el contracte l'any 1996 i dirigir les seves mirades cap a nous horitzons. Es van traslladar als Estats Units amb dues enormes maletes plenes de samarretes i, després del rebuig de diverses botigues a Nova York, on els van titllar d'estridents i poc d'acord amb els conceptes que imposava la moda per aquell temps dominada pel minimalisme, el març de 1996 van fundar la companyia independent Custo Barcelona després d'una primera etapa com Custo Line. Comencen a aconseguir el mercat de Los Angeles, en poder col·locar les seves peces en botigues freqüentades per estrelles de Hollywood.

## Carrera professional

### Inicis

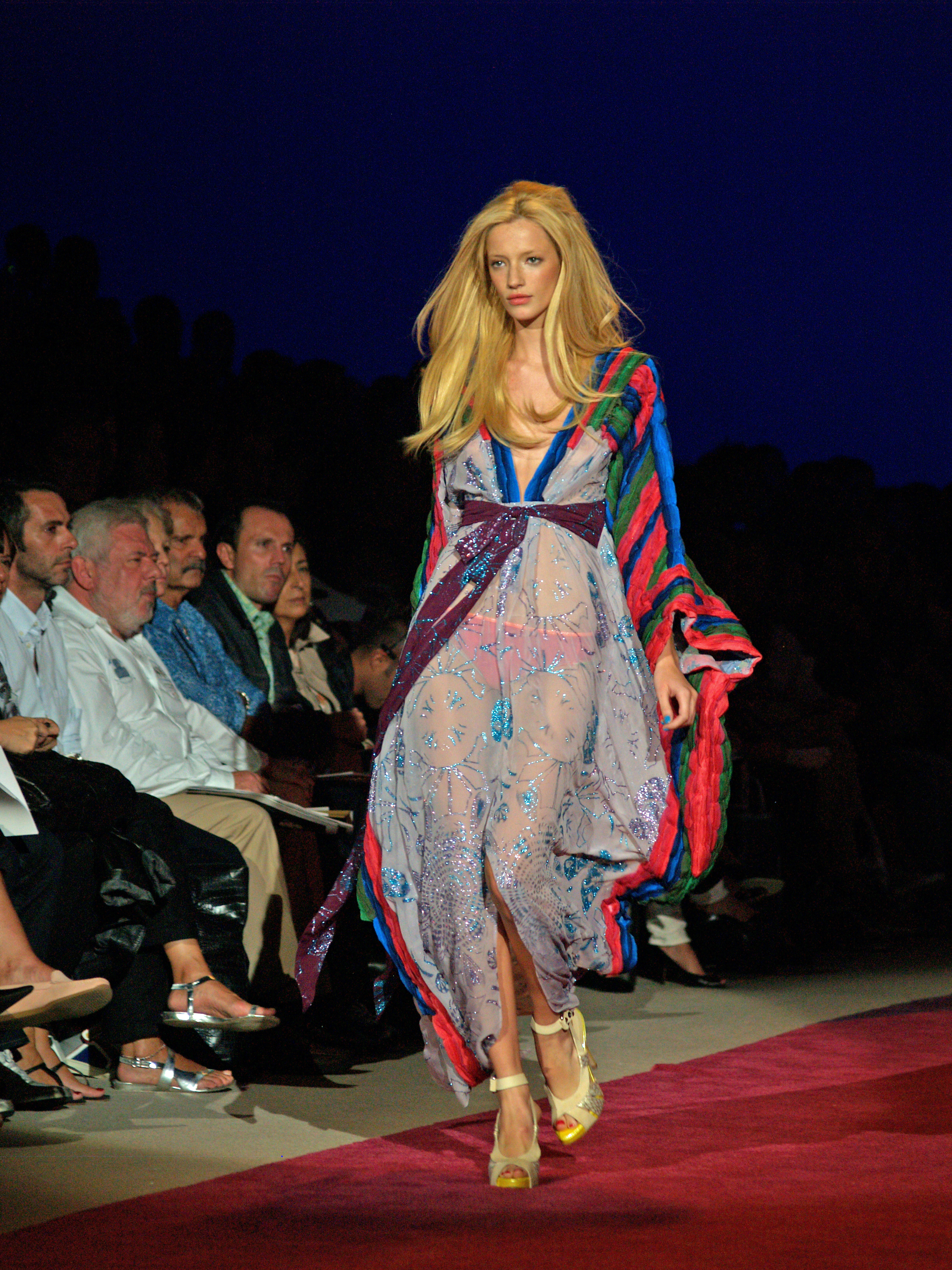
Milagros Schmoll al show Custo Barcelona Spring 2009 a Nova York

Els germans Custodi i David Dalmau varen començar en el món de la moda a principis dels anys 80. En poc temps varen aconseguir una imatge de la firma gràcies a un estil diferent, original i innovador.
L'experiència adquirida durant tots aquests anys, tant en el camp del disseny, en el comercial, com en el de la gestió els va servir de gran suport el 1996 quan es varen haver d'enfrontar al gran repte de crear la seva pròpia firma, Custo Barcelona.
La decisió de comercialitzar les seves col·leccions en el mercat americà, que en aquell moment vivia un moment d'obertura a noves idees, va marcar el principi d'una gran carrera. En poc temps les samarretes seduïen entre els estilistes i directors del cine i de la televisió pel seu estil més colorista. A partir d'aquest concepte va sorgir un fenomen que en alguns mitjans de comunicació nord-americans anomenaven Customania. Aquests escollien per vestir a alguns dels actors i actrius que estaven més de moda en aquell moment.
Aviat els organitzadors de la Setmana de la Moda de Nova York sentien parlar d'aquests joves dissenyadors que revolucionaven el mercat d'Amèrica i els varen convidar a desfilar per primera vegada en la temporada primavera-estiu de 1997.
La primera desfilada va impactar el públic que estava acostumat als colors grisos i negres del minimalisme d'altres desfilades. La intensitat del color de les seves peces, la fràgil barreja de teixits i l'audàcia de l'estampat va cridar l'atenció dels periodistes nord-americans, que portaven les seves col·leccions fins i tot a les pàgines principals de les revistes de moda.
Les contínues sortides en la premsa i televisió disparaven les vendes de la firma als EUA, provocant un creixent interès per la firma en els mercats europeus i asiàtics, on es repetia l'èxit dels dissenyadors. Les peces també aparegueren en diversos capítols de les sèries americanes Friends i Sex and the City, i les van portar actors com Claudia Schiffer, Julia Roberts, Natalie Portman, Penélope Cruz, Victoria Abril, Madonna o Brad Pitt.
Els nous reptes han sigut constants en la carrera dels dos germans. Les camisetes, les principals peces de l'univers Custo han incorporat altres peces, fins a crear una completa línia de moda i accessoris tant per l'home com per la dona.
La clau del seu èxit és un producte diferent que ha portat a Custo Barcelona a situar-se entre les firmes internacionals de moda més destacades. La firma ha continuat dedicant un gran esforç a explorar noves tècniques d'estampació per seguir amb la seva línia innovadora.

### Custo a Nova York
A finals dels anys 90 es va inaugurar la primera botiga fora d'Espanya. A partir d'aquell moment el mercat de Nova York es converteix en el més important de Custo Barcelona.
El 1997 els organitzadors de la Setmana de la Moda de Nova York conviden Custo a entrar en el seu calendari oficial. Va mostrar les seves col·leccions, fet que li va obrir les portes com a dissenyador.
Les seves col·leccions han fet una gran evolució tot i que sempre segueixen sent presents les samarretes a les desfilades de cada temporada.
Setmana de la Moda de Nova York 2014
El dissenyador ha volgut fer un canvi en la seva estètica després de 17 anys desfilant. La caracterització de Custo per la fusió de grafismes, els colors i les textures segueixen sent la clau en les seves col·leccions. Tot i així la nova col·lecció "Chic Contemporary Color" està plena de feminitat, transparències, brillantor metal·litzada i teixits més delicats com el guipur, amb la voluntat d'aconseguir que fos més refinada.

### Actualitat
La firma no ha deixat de plantejar nous reptes. Des de les samarretes emblemàtiques s'han incorporat altres articles fins a arribar a les col·leccions completes i els complements per home i dona que es presenten avui en dia. La clau de l'èxit està en el producte diferenciat que ha permès a Custo Barcelona posar-se entre les firmes més influents de la moda internacional. La firma ha seguit dedicant bona part de la seva investigació en els nous efectes gràfics i tècniques d'estampació que permetran seguir creant articles innovadors.
Les peces de Custo Barcelona es troben en botigues multi marca dels cinc continents. A partir de l'any 2000 la firma es planteja un canvi de política. El seu objectiu és arribar més directament al públic i oferir les seves col·leccions completes.

## Botigues
El 2014 la marca disposa de 27 establiments a tot el món.
La primera botiga va ser a Barcelona en una antiga pastisseria que es va convertir l'any 2001 en el primer racó de Custo Barcelona al món. Situada a la ciutat que acompanya sempre al seu nom: Barcelona. Un petit però emblemàtic espai al barri del Born que avui en dia segueix intacte.
Interiorisme de la botiga insígnia de Barcelona
La façana i els elements de tancament originals, com les dues finestres i la porta d'accés a la botiga van ser restaurats amb la intenció de convertir-los en els aparadors de la botiga. Destaca el sostre que s'inclina des del punt més alt de la façana fins al fons de la botiga. En ell s'obra una gran espiral irregular que aporta una identitat única. En quant els materials, s'opta per un paviment de ciment en color blanc. Les parets tenen un efecte mate de color blanc trencat, mentre que les parets dels provadors i de la zona de la caixa són de rajols de cristall blau turquesa aportant una nota de color a l'espai. L'autor del projecte va dissenyar el conjunt de l'immobiliari per tal d'aportar exclusivitat a la botiga. Una gran taula amb penjadors que baixa des del sostre, es troba en l'espai central i es converteix en un element de circulació pel públic. El sobre de la taula esta fet amb fusta de pi i l'estructura és de DM del mateix to que les parets i el sostre. La resta del mobiliari esta compost per una sèrie de prestatges corbats amb l'estructura de ferro. Finalment les barres per penjar les peces d'acer inoxidable s'han dissenyat seguint la corba de les parets.

## Estil Custo

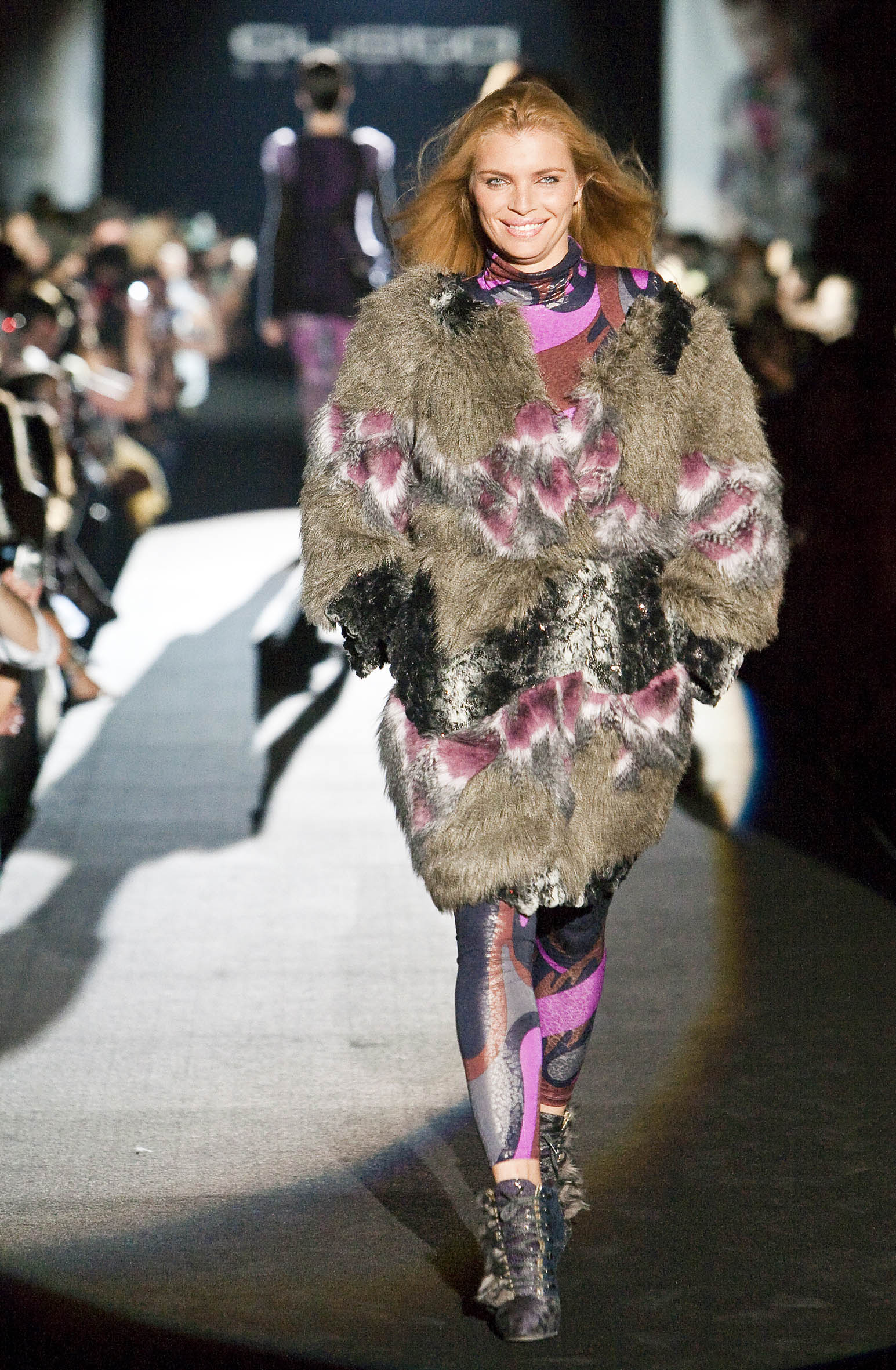
Esther Cañadas portant un vestit de la col·lecció "Hairy Metal" de Custo Barcelona, a la fira The Brandery 2010

Custo ha anat ampliant i diversificant la seva moda sense renunciar a la samarreta, la seva peça fetitxe.
Els models per home i dona demostren l'evolució creativa. Les seves propostes són sempre atrevides i no renuncien a les il·lustracions emblemàtiques, a les barreges metal·litzades o als brodats de pallet, però s'inclinen pels teixits més luxosos i per una paleta de colors neutres.
El dissenyador afirma que no segueix les tendències de moda.
L'objectiu de Custo és que la gent compri la seva roba i aportin en els seus models un aire més festiu i despreocupat, tal com va quedar plasmat en el cartell que veien les models abans de sortir a la passarel·la en una de les desfilades a Londres Sigueu feliços, divertiu-vos, somrieu. Esteu en una platja d'Eivissa el 1970.
Segons una entrevista a Custo Dalmau, és característic el perfil que tenen els seus clients: "Home o dona que manté un jove esperit, persones que els agrada expressar la seva pròpia individualitat o els que els agrada la moda i la saben expressar amb ironia. I finalment el que s'allunyen de les imposicions de la moda". “El color va de la mà amb el sol i genera optimisme” Persones que provenen de països més apagats com per exemple Alemanya, Rússia o Països Nòrdics solen tenir més probabilitat a comprar roba de color quan arriben a zones condicionades a tenir sol. Custo Barcelona mostra des dels seus inicis una moda alegre i cada vegada més adequada a l'hivern de zones condicionades per la cultura i la situació geogràfica freda.

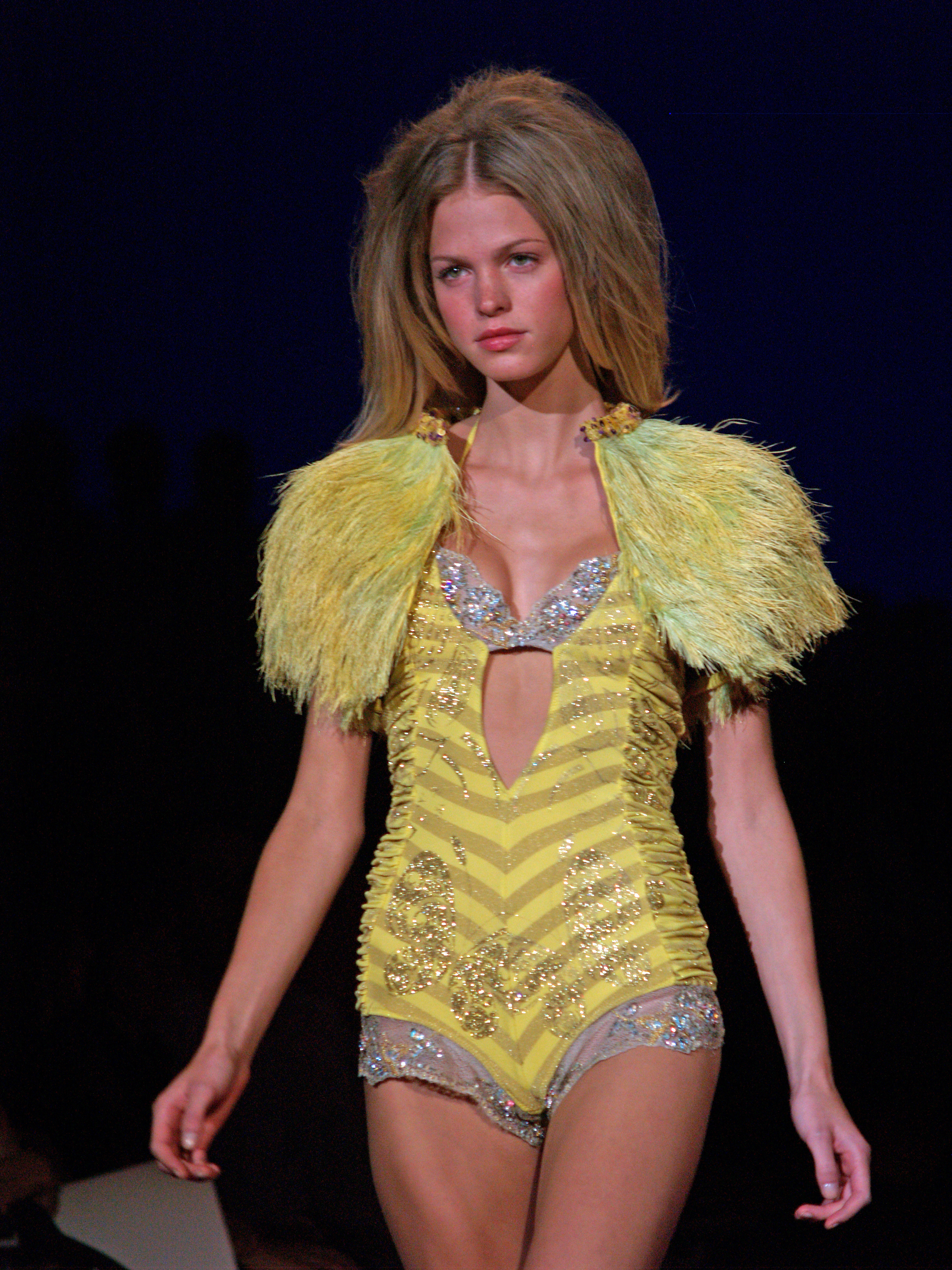
La model Erin Heatherton a la passarel·la Custo Barcelona primavera-estiu de 2009.
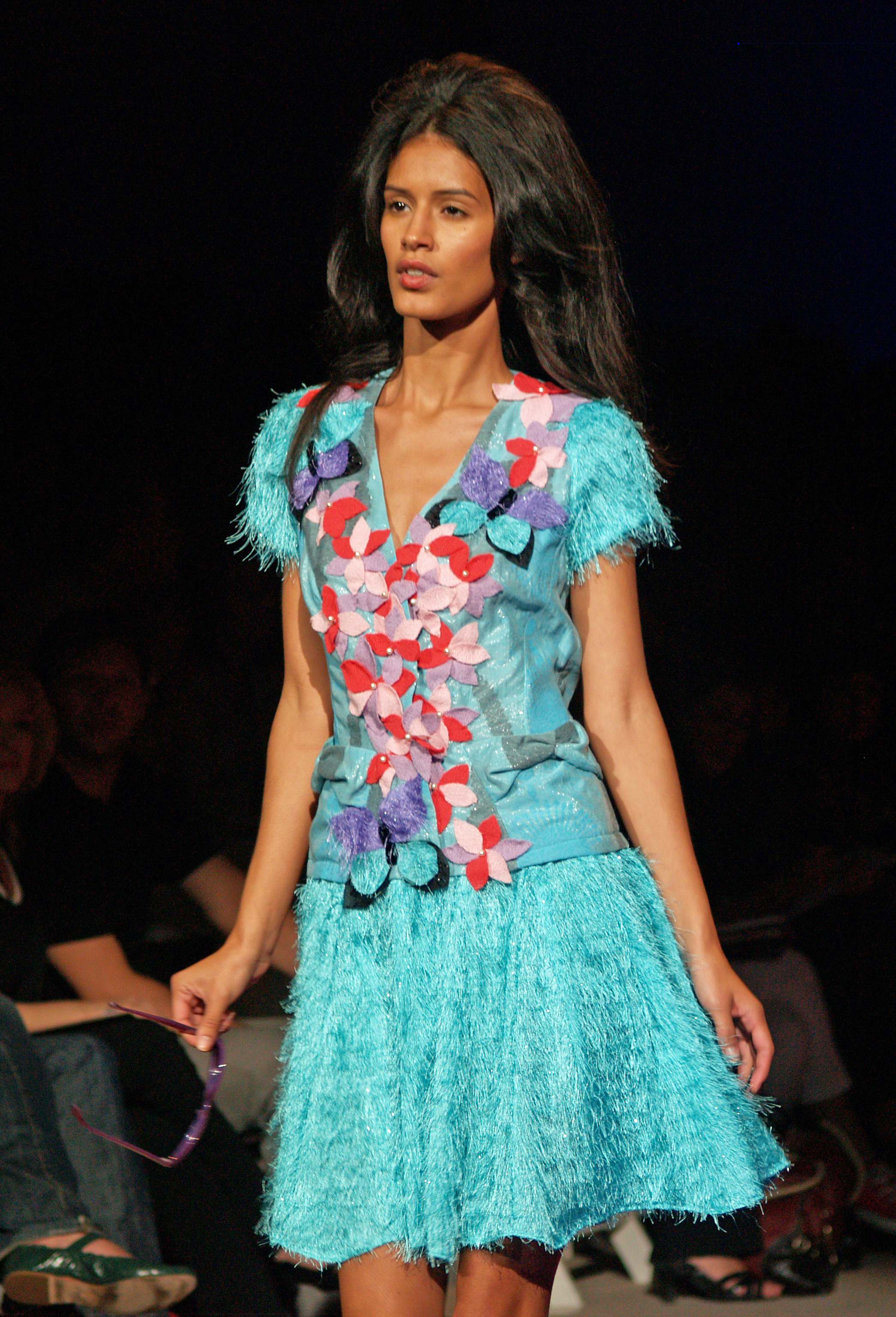
Jaslene Gonzalez a la passarel·la Custo Barcelona primavera-estiu de 2009 de la Mercedes Benz Fashion Week de Nova York.
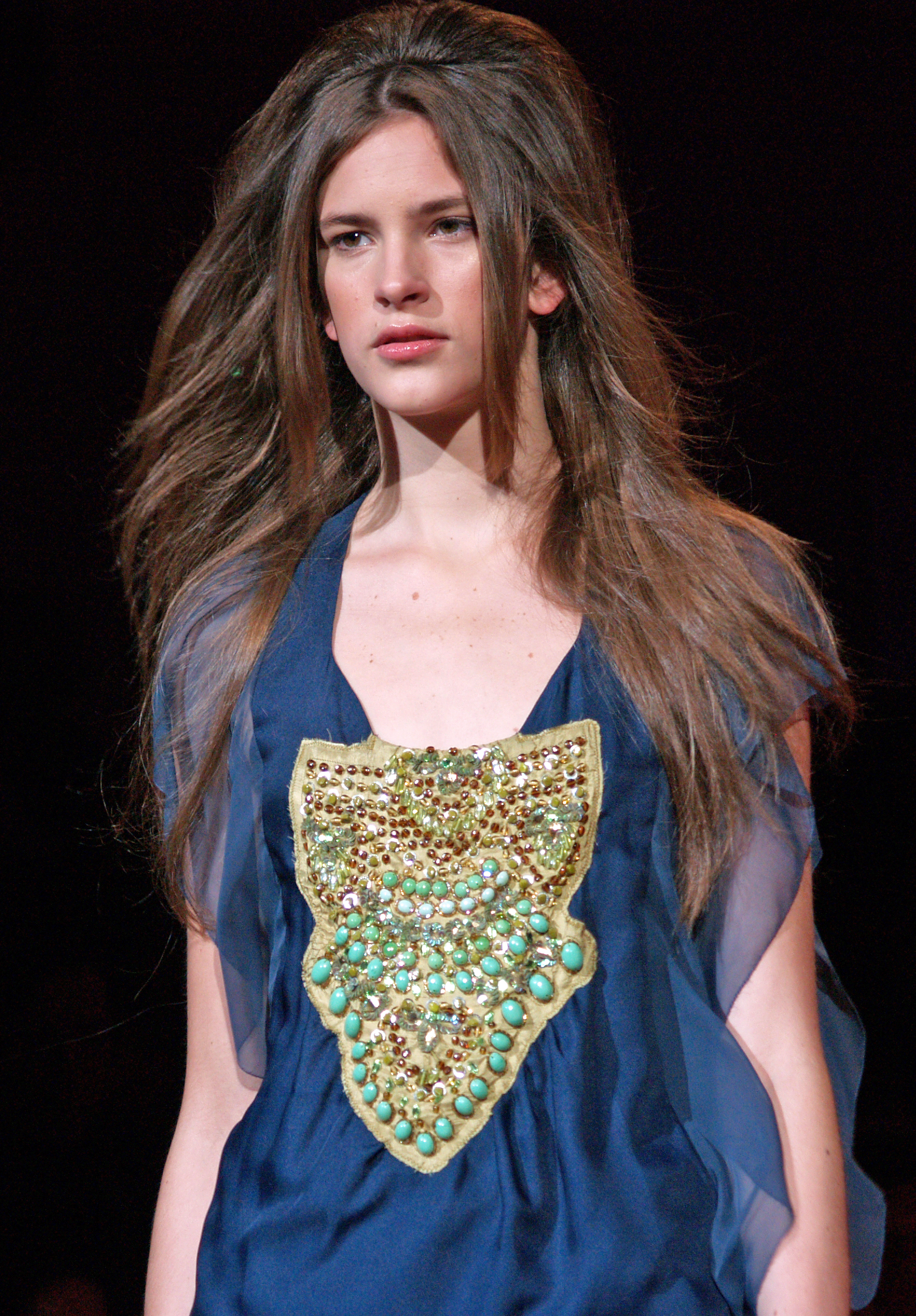
Flo Gennaro, passarel·la Custo Barcelona primavera-estiu de 2009.

## Línies de la firma
Custo Barcelona cada any participa en les passarel·les de la Setmana de la Moda de Nova York i, a Barcelona, a la 080. Presenta els seus estilismes caracteritzats per la completa gamma de colors. La firma també s'ha ampliat en l'àmbit dels accessoris, fragàncies i roba pels més petits.

### Fragàncies
La marca va treure a la venda el 2008 una fragància femenina elaborada pel perfumista Albert Morillas. La fragància manté l'estil de la seva moda, moderna i cosmopolita que transmet llibertat i extravagància per a una dona sofisticada.
Posteriorment van sortir a la venda altres fragàncies com "Pure woman", "Pure man" i "Glam Star", totes elles sofisticades, coloristes, coherents amb els principis de la firma i diferents.

### Custo Growing
L'any 2010 Custo Barcelona crea una col·lecció per nens i nenes entre 4 i 12 anys: Custo Growing. És la mateixa que la d'adults però per nens. D'aquesta manera els colors, les textures i la confecció particular de Custo es trasllada pels més petits.
Mostren la seva col·lecció de 300 peces a les dues fires principals d'Europa de moda per a nens, la fira internacional de Moda Infantil de València (FIMI) i la Pitti de Florència. Custo Growing proposa un guarda-roba molt extens a base de peces i complements plens de color amb les mateixes exigències que les peces de les col·leccions d'adults.
La col·lecció tindrà una distribució especial, ja que no coincideix en alguns aspectes amb la d'adults: el responsable de comercialitzar Custo Growing destaca que en totes les botigues pròpies de la marca hi hauran racons especialitzats d'aquesta línia. A més s'està en procés d'obrir botigues pròpies de Custo Growing, sent aquesta una de les claus principals per aconseguir l'èxit: el control de la distribució sobre la col·lecció infantil. No es tracta d'una llicència, sinó que és el mateix dissenyador el que aporta especial dedicació en aquesta col·lecció.

## Col·laboracions

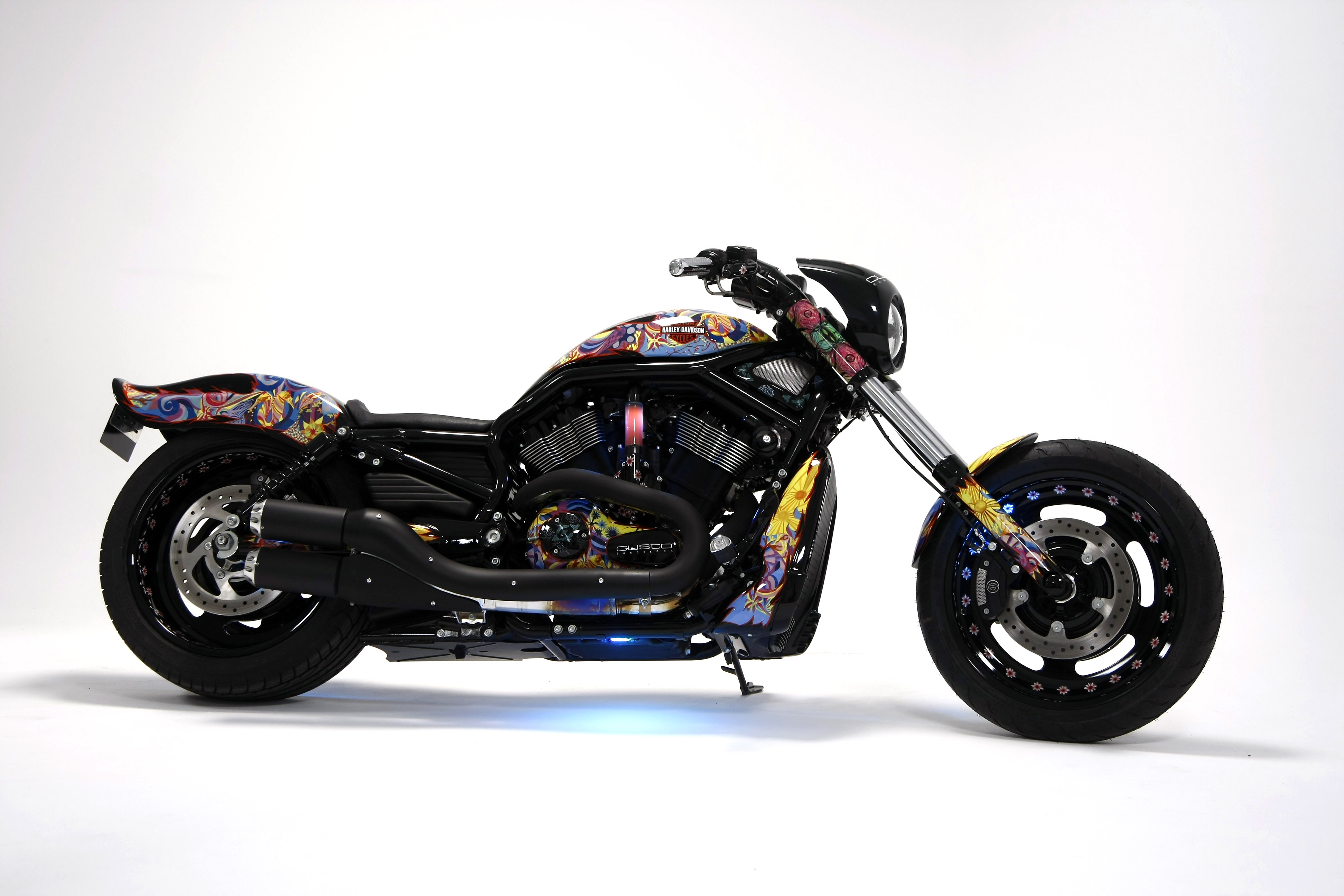
Moto Harley-Davidson personalitzada per Custo Barcelona, a la fira The Brandery 2010

Sense trair l'esperit de la firma, els dissenys de Custo s'han expandit a diverses àrees: des de mobles per a la italiana Busnelli, cotxes com el PT Cruiser de Chrysler o el Hummer, motos com Harley Davidson, un avió de Vueling, veles per al vaixell d'Estrella Damm en la Barcelona World Race, i fins i tot un telèfon mòbil de Motorola.
També dissenyen la coberta del ferri de Baleària que va de Dénia a Formentera amb un fons marí ple de peixos mediterranis, i també una altra versió per al ferri que enllaçarà Miami i les Bahames. En aquest cas el projecte està molt vinculat a la platja i a la diversió.
Custo Barcelona va col·laborar amb la selecció catalana de futbol concedint una de les seves samarretes que es caracteritzaven per una branca blava. Des de l'esquena fins al pit reccoren unes flames d'un drac tintades de vermell i groc, els colors de la senyera. Un grafisme típic que apareix en el camp del futbol tal com ho defineix Juanjo Isern, vicepresident de la Federació Catalana de Futbol i amic íntim de Custo Dalmau. Juanjo Isern havia comentat a Custo que li agradaria que dissenyés una samarreta per la selecció catalana, no tradicional, sinó avantguardista. El dissenyador es va inspirar en el blau del mar, el cel de Catalunya i el drac de Sant Jordi.
La moda i el disseny s'agafen de la mà mitjançant Custo i el grup industrial Busnelli. A la fira "Fuori Salone" les dues empreses s'uneixen per crear dos dissenys de clàssics de la firma italiana, renovats per Custo. Custo vesteix amb els seus estampats i grafismes dos peces claus del grup industrial Busnelli, Fiocco i Libro, dissenyades en els anys 60 pel grup "G14" i "Dam" i que actualment es poden veure en la col·lecció del MOMA de Nova York. Les dues creacions es podien veure a la botiga de Custo Barcelona de Largo La Foppa, 4 de Milán on tenia lloc l'exposició “Dressed by Custo”.
L'any 2010 es van donar a conèixer els plans dels propietaris de la firma de moda Custo Barcelona de construir un hotel luxe al sector de Sa Guarda del municipi de Cadaqués. El juliol del 2013, la Generalitat de Catalunya aprova de forma definitiva la modificació del pla parcial dels terrenys que limiten amb el Parc Natural del Cap de Creus.
El 2014 presenta una col·lecció càpsula especial d'edició limitada Growing by Custo para Lidl per a la cadena de supermercats Lidl i ven gairebé totes les seves existències, 300.000 peces, en una setmana.

## Còpies de la firma
L'any 2006 l'empresa catalana demanda a la plataforma digital eBay i li reclama 15 milions d'euros per subhastar imitacions dels seus productes.
Després de dos anys de procediments legals, l'any 2008 es desarticula una xarxa de falsificació de productes Custo Barcelona a Xangai i Canton, convertint-se en la primera firma de moda d'Espanya a localitzar i detenir una xarxa de falsificacions de productes tèxtils de la seva marca a la Xina, que produïa i distribuïa les còpies tant en mercats internacionals com en prop de mig centenar de botigues del país. La firma feia vuit anys que patia el problema.
Poc després, el juliol de 2008, Custo Barcelona anuncia la notícia que denunciaran a l'empresa catalana Desigual als tribunals de justícia de Barcelona per imitació sistemàtica de la marca i dels seus productes. Un any després, en els jutjats de Barcelona no han rebut cap notícia d'aquesta demanda i les dues companyies no fan cap declaració. El 2013 en una entrevista de Vanity Fair a Custo Dalmau, respon sobre aquells fets que "no vol saber-ne res".